# Incoherence (album)
Pour les articles homonymes, voir Incoherence.
Albums de Peter Hammill
Clutch
(2002) Veracious
(2006)
Incoherence est le trentième  album studio de Peter Hammill, sorti en 2004.

## Liste des titres[2]
1. When Language Corrodes
2. Babel
3. Logodaedalus
4. Like Perfume
5. Your Word
6. Always and a Day
7. Cretans Always Lie
8. All Greek
9. Call that a Conversation?
10. The Meanings Changed
11. Converse
12. Gone Ahead
13. Power of Speech
14. If Language Explodes